# Dionisie Romano

Bustul lui Dionisie Romano de pe Aleea Academicienilor din Săliște

Dionisie Romano (n. 29 iulie 1806, Săliște, Imperiul Austriac – d. 18 ianuarie 1873, Buzău, România), după numele de botez Dimitrie Romano, a fost un episcop ortodox, cărturar și traducător român. Din 15 septembrie 1868 a devenit membru de onoare al Academiei Române. 

## Biografie
S-a călugărit la Mănăstirea Neamț, apoi a plecat la Mănăstirea Antim. A urmat cursuri la Colegiul „Sfântul Sava", precum și un curs pentru pregătirea învățătorilor. A fost hirotonit ca diacon de episcopul Ilarion al Argeșului. În 1832, episcopul Chesarie l-a chemat la Buzău și l-a numit profesor la Școala Națională.
A fost, de la 11 mai 1864 și până la moartea sa, episcop ortodox al Buzăului. În anul 1839, pe când era director al tipografiei Episcopiei Buzăului, împreună cu Gavriil Munteanu, profesorul seminarului teologic din Buzău, a realizat până în 1849 prima publicație bisericească din Țara Românească, „gazeta religioasă și morală” Vestitorul Bisericesc, difuzată prin librarul Iosif Romanov. ”Se implică în revoluția din 1848 în Țara Românească, dar și în Ardeal”. Între 1850-1852 a tipărit revista Echo eclesiastic care avea ca supliment Biblioteca religioasă-morală. A fost membru de onoare al Societății Academice Române (din 1868). Este înmormântat în curtea Episcopiei Buzăului. Are ca epitaf: „Doamne, nu pedepsi România pentru păcatele fiilor ei”.